# Cabombaceae
Cabombaceae is een botanische naam, voor een familie van bedektzadigen. Een familie onder deze naam wordt niet al te vaak erkend door systemen voor plantentaxonomie.
Het APG II-systeem (2003) en het APG-systeem (1998) erkennen deze familie in beperkte zin. Om precies te zijn: deze systemen bieden de mogelijkheid om deze familie te erkennen of om, als alternatief, deze planten in te voegen in de waterleliefamilie (Nymphaeaceae).
Indien erkend bestaat de familie uit een half dozijn soorten in twee genera: Brasenia en Cabomba.
Het Cronquist systeem (1981) erkent de familie zonder meer en plaatst haar in de orde Nymphaeales.

## Geslachten
- Brasenia Schreb.
- Cabomba Aubl.